# Sébastien Chabal
Sébastien Chabal - Sébastien Chaval, em ocitano (Valence, 8 de Dezembro de 1977) - é um jogador francês de rugby union que atua na terceira linha, como asa ou, como prefere, na posição de oitavo, já tendo sido usado também como segunda linha. Ao todo, jogou 62 vezes pela Seleção Francesa de Rugby, entre 2000 e 2011, marcando um total de 30 pontos, obtidos entre seus seis tries por ela.
É um ícone na França, ainda que boa parte de sua fama não tenha vindo propriamente por sua qualidade técnica; dentro do jogo, era mais renomado por sua força e tackles. Mas, alto e conhecido pelo aspecto rústico e excêntrico, com cabelos e barbas compridos que lhe renderiam a alcunha de "Homem das Cavernas", em contraste com trabalhos sociais que realiza, tornou-se um ídolo entre adultos e crianças; sua imagem foi e é reproduzida desde em peças publicitárias, como as humorísticas promovendo outros esportes por conta dos Jogos Olímpicos de Verão de 2012, a também gibis infantis  e em uma estátua de cera no Museu Grévin, onde é um dos três jogadores de rugby retratados.

## Carreira

### Auge
Jogou pelo Bourgoin-Jallieu em França, de 2000 a 2004, antes de se transferir para o Sale Sharks, em Inglaterra, em 2004. Na época, ainda adotava um visual em estilo militar, com cabelo curto e barba feita. Em sua primeira temporada no campeonato inglês, chegou a ser suspenso por duas partidas após confusão contra o Bath, mas, em uma região onde o rugby league tem mais apelo popular que o rugby union, Chabal foi desde cedo idolatrado pelas torcedores. Já ali seu rosto era estampado em camisas, mas com o apelido de Seabass (robalo, um trocadilho com seu prenome). O Sharks conseguiria seu único título inglês na temporada 2005-06, após ter ganho em 2005 a Copa Desafio Europeu.
À altura da Copa do Mundo de Rugby de 2007, sediada em sua França natal, Chabal, recém-campeão (pela primeira vez) com ela no Seis Nações 2007, já era uma mania, desta vez apelidado de L'Homme des Cavernes ("O Homem das Cavernas") e provocando urros "neandertais" do público quando tinha a bola em mãos. Durante sua estadia na equipe da Grande Manchester, ele tornara-se, inicialmente, um grande barbudo, para enfim deixar também os cabelos crescerem.
Apesar da popularidade do jogador, no mundial de 2007 ele costumava ser deixado na reserva pelo técnico Bernard Laporte no início das partidas. O mesmo treinador o preferia como asa em vez de oitavo, e pensava em Chabal como uma alternativa aos titulares Jérôme Thion e Fabien Pelous. Chabal entrou no próprio elenco de última hora; desde que estreara, diante da Escócia em 2000, não costumava ser usado com frequência. Estivera na Copa do Mundo de Rugby de 2003, mas não nos títulos franceses nas edições de 2002, 2004 e 2006 do Seis Nações. Antes de figurar no vitorioso Seis Nações de 2007, estava ausente desde os fins de 2005 na seleção.
Na Copa de 2007, a seleção francesa estreou com decepcionante derrota para a emergente Argentina, mas avançou de fase e conseguiu eliminar a Nova Zelândia nas quartas-de-final. Foi a primeira vez em que os tradicionais All Blacks deixaram de avançar às semifinais de uma Copa do Mundo de Rugby. O sonho de obter em casa o primeiro título mundial francês, porém, só durou até a fase seguinte, quando a rival Inglaterra venceu os Bleus nas semifinais. Chabal atuou em mais da metade da partida e sua imagem aos prantos após a eliminação tomou conta da mídia francesa; meses antes, em agosto, a França havia conseguido vencer os ingleses dentro do Estádio de Twickenham, em Londres, com Chabal inclusive marcando um try. Os anfitriões perderam também o bronze, em novo revés para os argentinos.
Após o mundial, a presença de Chabal na seleção continuou inconstante. Por conta disso, resolveu voltar a seu país em meados de 2009, contratado pelo Racing Métro. Foi um dos investimentos do clube parisiense em resposta ao ascendente rival Stade Français. A primeira temporada dos racingmen, recém-promovidos da segunda divisão, foi boa, caindo nas quartas-de-final do campeonato francês.
A partir dali, Chabal, que demonstrou bastante inspiração em certos jogos do Racing, e inclusive foi um dos quatro cujos cromos autografados estiveram em um álbum de figurinhas do campeonato, esteve presente em histórica vitória sobre a Nova Zelândia em plena Dunedin e, ainda que normalmente na reserva, também integrou a campanha com 100% de aproveitamento (o chamado Grand Slam) dos Bleus no Seis Nações 2010.

### Polêmicas
Ao fim de 2010, passou a jogar mais de oitavo, mas perdeu ainda mais espaço na seleção, embora tenha integrado o plantel no Seis Nações 2011. Em abril de 2011, o Racing era o vice-líder do campeonato nacional  e Chabal exibia grande fase. Contudo, ao acusar em uma coluna sua no Le Journal du Dimanche e em uma recém-publicada autobiografia de que haveria muitos árbitros na França tendenciosos a clubes e jogadores, ele recebeu uma suspensão em seu próprio clube e pelo órgão regulador do rugby francês.
Prejudicado largamente após as críticas e suspensões, ele, que já não era famoso propriamente pela qualidade técnica , além de ter em Imanol Harinordoquy um grande concorrente na seleção, acabou ficando de fora da Copa do Mundo de Rugby de 2011, ainda que sua ausência fosse questionada. Sem ele, os franceses estiveram bem próximos do primeiro título mundial - a anfitriã Nova Zelândia venceu por 8-7, mas em jogo onde foi bastante pressionada. Chabal não esteve incluído sequer na lista preliminar do técnico Marc Lièvremont. O último jogo do oitavo acabou sendo a derrota de 21-22 para a Itália em Roma pelo Seis Nações 2011, uma partida que provocou incredulidade geral, considerada o maior triunfo do rugby italiano naquele momento.
Sua punição final ficou em 60 dias, reduzíveis pela metade se ele realizasse trabalhos comunitários, como apitar no mínimo três jogos infantis. Ele, que chegou a ser aprovado em curso de arbitragem, voltou a tempo de estar nas semifinais do campeonato francês, que o Racing não vence desde 1990, mas o time acabou eliminado nessa fase. Em meados de 2011, ainda era considerado importante no clube  e visava retomar a boa forma e seu lugar na seleção. Mas, em fevereiro de 2012, de fora dos planos do treinador Pierre Berbizier  e já visto como decadente, acertou de comum acordo sua saída do Racing.

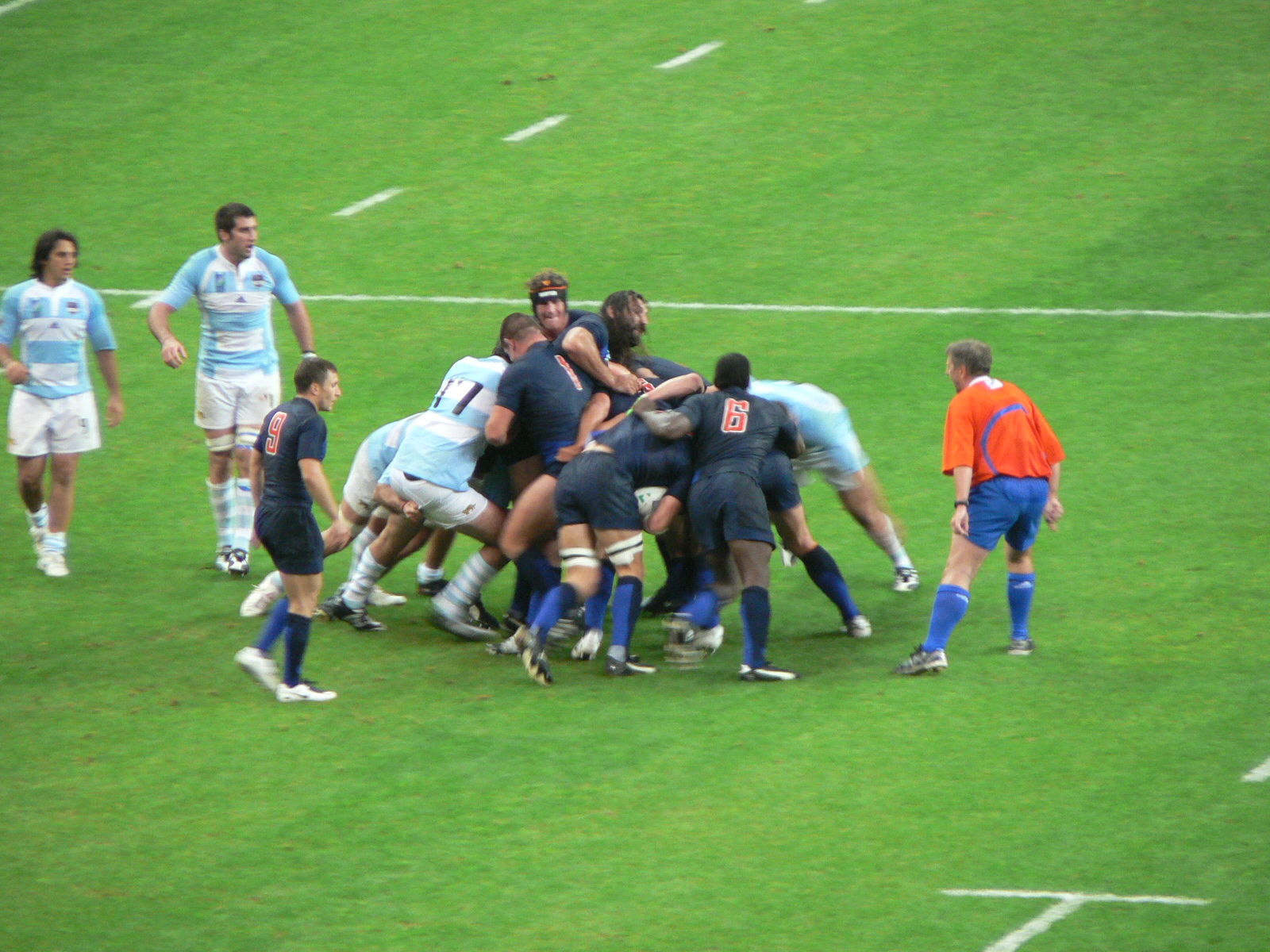
Lance de França x Argentina na Copa do Mundo de Rugby de 2007. Chabal pode ser visto envolvido no maul.

### Decadência
Após deixar o Racing, rumores o cogitaram no Stade Français e equipes do Super Rugby, o campeonato mais importante do hemisfério sul. Todavia, acertou com o Lyon Olympique Universitaire, último colocado do campeonato e onde se juntou ao argentino Juan Manuel Leguizamón, que havia entrado para o folclore de alguns exatamente por ter derrubado Chabal, ainda que com um tackle irregular que rendeu um cartão amarelo ao sul-americano, na partida pelo terceiro lugar na Copa de 2007. O clube, cujo contrato com o oitavo previa sua manutenção na equipe mesmo em caso de previsível rebaixamento, acabou de fato caindo para a segunda divisão, onde Chabal vem jogando com a equipe lionesa.
Em novembro de 2013, Chabal anunciou que, por conta das condições físicas aos 36 anos, pretende se aposentar ao fim da temporada seguinte, em que o Lyon vem liderando a segunda divisão. À altura de março de 2014, com o clube já praticamente promovido, o jogador e outro colega veterano do elenco, Lionel Nallet, reforçaram que irão mesmo se aposentar ao fim da temporada.

## Títulos
- Sale Sharks

Campeonato Inglês2005-06
Copa Desafio Europeu2004-05
- Seleção Francesa:

Seis Nações2007 e 2010